# Bryant, Arkansas
Bryant är en stad (city) i Saline County, i delstaten Arkansas, USA. Enligt United States Census Bureau har staden en folkmängd på 17 064 invånare (2011) och en landarea på 53,9 km².